# Jean Tokole Ilongo
Jean Ilongo Tokole est un homme politique congolais.

## biographie
- Nom complet : Jean‑Pierre Ilongo Tokole
- Date et lieu de naissance : 9 novembre 1968 à Lifulututu, province de la Tshopo
- Profil académique : Ingénieur agronome, diplômé de phytotechnie de l’Institut facultaire de Yangambi (1995)  .

Parcours professionnel
- Opérateur économique : Il est notamment président de l’association Solidarité Tshopo pour le développement (STD) et propriétaire du média Canal Orient à Kisangani  .
- Acteur communautaire bien inséré auprès des différentes communautés de la province, communicant multilingue (Lokele, Topoke, Bangando, Kimbole…)  .

Vie politique
Commissaire spécial puis gouverneur de la Tshopo
- Nommé commissaire spécial de la province de la Tshopo fin octobre 2015, poste qu’il occupa jusqu’en début 2016  .
- Élu en mars 2016 gouverneur de la province (élu sur ticket de la majorité présidentielle) avec Léon‑Dehon Basango Makedjo comme vice‑gouverneur  .
- Il publie un gouvernement provincial comprenant dix ministres, issus majoritairement de la majorité présidentielle (aucune femme)  .

Vision de développement
- Dès sa prise de fonction, il déclare vouloir faire de la Tshopo „une province vivable“, en insistant sur la réhabilitation des routes, l’éclairage urbain, l’amélioration du climat des affaires, et la suppression des barrières routières  .
- Au cours de son mandat (mars 2016–août 2017), malgré l’absence de budget provincial, il engage quelques projets d’infrastructures urbaines à Kisangani : embellissement du boulevard du 30 juin, éclairage public sur certaines artères, etc.  .

Motion de défiance et fin de mandat
- En 2017, une motion de défiance est initiée contre lui par l’assemblée provinciale. Il décline les accusations de tentative d’étouffement et appelle à la lutte contre toute manipulation politique  .
- Suite à une destitution ou démission, il est remplacé par Constant Lomata Kongoli en août 2017  .

Député national (2019–2023)
- Élu député national pour la circonscription de Kisangani Ville (province de la Tshopo) du 13 février 2019 au 15 décembre 2023, sous la bannière du parti AAB, non inscrit dans un groupe parlementaire  .
- Durant son mandat, il a voté plusieurs lois majeures : prorogation de l’état de siège, habilitations gouvernementales, budgets nationaux, et ratifications de traités relatifs aux droits des personnes handicapées  .

Membre de la CENI
- En janvier 2021, il prête serment devant la Cour constitutionnelle comme membre de la plénière de la Commission Électorale Nationale Indépendante (CENI), désigné par l’opposition  .
- En avril 2022, il est en mission à Bunia (province de l’Ituri) pour superviser l’actualisation de la cartographie électorale en vue des prochaines élections  .
- En 2023, il intervient dans le Kasaï‑Oriental pour relancer les opérations d’enrôlement des électeurs, gagnant le surnom de « papa solution » pour sa réactivité aux problèmes techniques dans les centres d’inscription